# Project Zero : La Prêtresse des Eaux noires
Project Zero : La Prêtresse des Eaux Noires, également connu sous le titre Zero: Nuregarasu no miko (零 〜濡鴉ノ巫女〜, littéralement Zéro - La prêtresse corbeau mouillé) au Japon et Fatal Frame: Maiden of Black Water en Amérique du Nord,  est un jeu vidéo de type survival horror développé par Tecmo et édité par Nintendo sur Wii U. C'est le 5e opus de la série Project Zero.
Un portage remasterisé est sorti le 28 octobre 2021 sur Nintendo Switch, PlayStation 4, PlayStation 5, Xbox One, Xbox Series et Microsoft Windows.

## Histoire
Miu Hinasaki part à la recherche de sa mère, Miku Hinasaki (protagoniste principale du premier jeu de la série et personnage jouable du troisième jeu), qui a mystérieusement disparue il y a 14 ans sur le mont Hikami.  Durant son exploration des lieux abandonnés, elle est confrontée aux esprits tourmentés qui hantent l'ancien temple.  Elle n'est jamais revenu chez sa tutrice...
Hisoka Kurosawa est la propriétaire d'un petit café antique au pied du mont Hikami, un lieu reconnue pour être un endroit où les gens viennent se suicider et qui est reconnu pour ses activités paranormales. Autrefois une attraction touristique situé sur un temple abandonné.  Hisoka possédant un don de vision, elle utilise souvent ses talents pour trouver des objets ou des personnes disparues.  Elle recueille Yuri Kozukata, une jeune femme qu'elle a sauvée in-extremis d'une tentative de suicide sur le mont Hikami.  Sachant que Yuri peut voir des choses que les autres personnes ne voient pas, elle lui enseigne à lire les ombres tout en essayant de lui remonter le moral,  Mais leur première expédition tourne mal pour la jeune femme.  Depuis leur mésaventure, Hisoka a disparu sur une de ses enquêtes et Yuri commence à s’inquiéter.  Quand Fuyuhi Himino se présente au café pour avoir des nouvelles de sa demande de recherche.  Yuri décide alors de partir à l'aide de la jeune femme, tout en espérant avoir des nouvelles d'Hisoka.
Client régulier et ami d'Hisoka, Ren Hojo est un auteur sur le paranormal.  Hanté par un rêve récurrent où il lui semble commettre le meurtre d'une jeune fille au cheveux d'argent, il engage Hisoka pour lui retrouver un album de photographies funéraires pour son livre.  Intrigué par la découverte des photos mystérieuses il part inspecter les lieux où Yuri et Hisoka ont trouvé l'objet.
Yuri, Miu et Ren sont tous les trois tombés dans le piège d'une malédiction ancienne.  Pourrez-vous résoudre le mystère ?

## Personnages
Yuri Kozukata (不来方 夕莉) (jouable) :
19 ans. Elle a tenté de se suicider sur le mont Hikami mais a été secouru in-extrémis par Hisoka Kurosawa, une médium qui était engagée pour la retrouver. C'est l’héroïne principale de cet épisode. Elle utilise un appareil photo spécial, la "Camera Obscura" prêtée par Hisoka lui permettant de voir et capturer les esprits tourmentés.
Miu Hinasaki (雛咲 深羽) (jouable) :
17 ans. Fille de l'héroïne du premier opus. Elle est partie sur le mont Hikami pour retrouver sa mère biologique, Miku Hinasaki, qui a disparu mystérieusement quand elle n'avait que 3 ans. Elle partage sa Camera Obscura avec Yuri.
Ren Hojo (放生 蓮) (jouable) :
23 ans. C'est un auteur qui enquête sur le mont Hikami pour l'un de ses ouvrages. Il est également un ami de Hisoka Kurosawa. Il fait des rêves étranges sur son enfance qui ont lieu justement dans cette région. Rui, sa jeune assistante, le suit partout quitte à se mettre parfois en danger. Il dispose de sa propre Camera Obscura.
Hisoka Kurosawa (黒澤 密花) (non-jouable) :
23 ans. Propriétaire d'un magasin d'antiquité qui fait également office de café. Elle y pratique la divination et est connue pour être douée pour retrouver les objets et personnes disparues. Elle a recueilli Yuri après l'avoir retrouvé.
Kunihiko Asō (麻生 邦彦) (non-jouable) :
Décédé. Inventeur des Cameras Obscura et des lampes spectrales et Folkloriste à ses heures perdues. Son passé est profondément lié aux éventements survenus dans la région au début du XXe siècle.
Miku Hinasaki (雛咲 深紅) (non-jouable) :
37 ans. Héroïne principale du premier Project Zero. Elle semble avoir fui car un secret sordide entoure la naissance de sa fille Miu.
Ayane (あやね) (jouable) :
18-20 ans. Ninja du clan Mugen Tenshin. Elle a été engagée pour rechercher une jeune femme du nom de Tsumugi Katashina. Elle utilise une Lampe Spectrale. (Ce personnage apparait aussi dans les séries Dead or Alive et Ninja Gaiden)

## Système de jeu
Trace
Échos du passé
Photos Psychiques
Révélation spectrale
Instant fatal
Cliché fatal & moment fatal

## Liste des épisodes
| Liste des chapitres | Liste des chapitres                     | Liste des chapitres          | Liste des chapitres                          |
| Chapitre            | Personnage                              | Titre                        | Mission                                      |
| ------------------- | --------------------------------------- | ---------------------------- | -------------------------------------------- |
| Prologue            | Miu Hinasaki                            | Apparences profondes         | Échappez-vous                                |
| Chapitre 1          | Yuri Kozukata                           | Trace éphémère               | Trouvez les photographies funéraires         |
| Chapitre 2          | Yuri Kozukata                           | Mont Hikami                  | Trouvez Fuyuhi Himino                        |
| Chapitre 3          | Ren Hojo                                | Photographies funéraires     | Cherchez des informations                    |
| Interlude           | Yuri Kozukata                           | Déchiffrer les ombres        | Trouvez un souvenir qui vous mènera à Hisoka |
| Chapitre 4          | Yuri Kozukata                           | Disparition                  | Trouvez Haruka Momose                        |
| Chapitre 5          | Ren Hojo                                | La maison voilée             | Trouvez la maison voilée                     |
| Chapitre 6          | Yuri Kozukata                           | Fleur immortelle             | Trouvez Miu Hinasaki                         |
| Chapitre 7          | Yuri Kozukata                           | La prêtresse des eaux noires | Trouvez Hisoka Kurosawa                      |
| Chapitre 8          | Ren Hojo                                | L'heure fatale               | Surveillez la boutique                       |
| Chapitre 9          | Miu Hinasaki                            | Le cercueil sacré            | Trouvez Yuri Kozukata                        |
| Chapitre 10         | Ren Hojo                                | Noces spectrales             | Trouvez Rui Kagamiya                         |
| Chapitre 11         | Miu Hinasaki                            | L'enfant de l'ombre          | Trouvez Miku Hinasaki                        |
| Chapitre 12         | Yuri Kozukata                           | La traversée                 | Trouvez Hisoka Kurosawa                      |
| Chapitre 13         | Ren Hojo                                | Le soleil noir               | Empêchez les esprits d'entrer                |
| Chapitre final      | Yuri Kozukata / Ren Hojo / Miu Hinasaki | La mariée des eaux noires    | Yuri, Ren et Miu vont affronter leur destin  |

| Liste des chapitres bonus | Liste des chapitres bonus  | Liste des chapitres bonus  | Liste des chapitres bonus |
| Chapitre                  | Titre                      | Mission                    |                           |
| ------------------------- | -------------------------- | -------------------------- | ------------------------- |
| Récit d'Ayane 1           | Une inconnue sous la pluie | Trouvez Tsumugi            |                           |
| Récit d'Ayane 2           | Le fil violet              | Suivez la piste de Tsugumi |                           |
| Récit d'Ayane 3           | L'autel de la transition   | Trouvez Tsumugi            |                           |
| Récit d'Ayane 4           | L'eau qui efface           | Échappez-vous avec Tsumugi |                           |

## Accueil critique
- 13/20 : « Doté d'une atmosphère réussie, servie assez régulièrement par une direction artistique bourrée de (bonnes) références, et d'un scénario qui attise la curiosité, Project Zero : La Prêtresse des Eaux Noires se bouffe complètement dès qu'il s'agit de parler gameplay », JeuxActu[7].
- 5/10 : « Dans La Prêtresse des Eaux Noires, Koei Tecmo a clairement tiré sur la corde. Et cette fois, il ne s'agit pas d'un rite sacrificiel », Gamekult[3].
- 16/20 : « Le bébé de Koei Tecmo n'est pas parfait, puisque quelques bugs lui font défaut, mais l'ambiance globale est prenante, avec des environnements et personnages variés et travaillés. Pour faire simple, Project Zero : La Prêtresse des Eaux Noires est le genre de production qui ravit les amoureux d'univers lugubres et tourmentés, avec une durée de vie plus que raisonnable pour bien s'amuser », GamerGen[8].
- 7/10 : « Project Zero sur Wii U : Koei Tecmo l’a enfin fait, mais le résultat final n’est pas encore à la hauteur de nos folles attentes. Cela dit, La Prêtresse des Eaux Noires reste une aventure sur laquelle on aura passé un agréable moment : personnages réussis, doublage japonais, GamePad bien exploité… Manque plus qu’à peaufiner le gameplay, offrir plus de variété niveau décors, fantômes… Et on pourrait enfin avoir le Project Zero ultime. », WiiDSFrance[9].

## Censure
Deux tenues ont été censurées en Europe par rapport à la version japonaise. Ces tenues étaient des bikinis pour des personnages mineurs (moins de 21 ans) et ont été remplacées par la tenue Samus de Metroid et une tenue princesse Zelda de The Legend of Zelda. Une scène où Miu fait des photos d'idol en bikini a été modifiée. À noter qu'une scène mettant en scène le suicide d'une jeune lycéenne de dix-sept ans nommée Fuyuhi (bien que subjective) n'a elle pas été supprimée de la version européenne.